# هانس یورگن باسلر
هانس یورگن باسلر (انگلیسی: Hans-Jürgen Bäsler; ۲۸ مارس ۱۹۳۸ – مه ۲۰۰۲ (aged 64)) بازیکن فوتبال اهل آلمان بود.
از باشگاه‌هایی که در آن بازی کرده‌است می‌توان به باشگاه فوتبال تاسمانیا ۱۹۰۰ برلین و باشگاه فوتبال آرمینیا بیله‌فلد اشاره کرد.